# For Honor
For Honor es un videojuego de acción en tercera persona que destacó por su sistema de combate tridireccional. Ha sido desarrollado por Ubisoft Montreal y distribuido por Ubisoft para las plataformas Microsoft Windows, PlayStation 4 y Xbox One. Fue anunciado oficialmente en el E3 de 2015 y salió a la venta el 14 de febrero de 2017. El juego se centra en el combate medieval y consta de cinco facciones a las cuales los jugadores podrán escoger entre caballero, samurai, vikingo, wu lin. o Outlanders

## Jugabilidad
For Honor es un juego de lucha y acción ambientado en un entorno de fantasía medieval postapocalíptico. Los jugadores pueden jugar como un personaje de cuatro facciones diferentes, a saber, la Legión de Hierro, los Elegidos, los Warborn y los Wu Lin. Las cuatro facciones representan caballeros, samurais, vikingos y chinos respectivamente.
Cada facción tuvo cuatro clases en el lanzamiento, y se agregaron dos más al comienzo de cada temporada de la Guerra de Facciones. Los guerreros de cada facción hablan sus respectivos idiomas en el juego. Los caballeros hablan latín clásico y modificado, los vikingos hablan islandés y los samuráis hablan japonés. La clase Vanguard se describe como "bien equilibrada" y tiene una gran ofensiva y defensa. La clase Assassin es rápida y eficiente en duelos, pero la clase ofrece mucho menos daño a los enemigos. Los Heavies son más resistentes a los daños y son adecuados para mantener puntos de captura, aunque sus ataques son lentos. La última clase, conocida como Híbridos, es una combinación de dos de los tres tipos, y es capaz de usar habilidades poco comunes.
Todos los héroes son únicos y tienen sus propias armas, habilidades y estilos de lucha. Hay 12 piezas de contenido descargable. Los jugadores luchan contra sus oponentes con sus armas cuerpo a cuerpo específicas de clase. Cuando los jugadores realizan ciertas acciones, como matar a varios enemigos consecutivamente, ganan dotes, que son ventajas adicionales. Estas ventajas permiten a los jugadores obtener puntos y fortalezas adicionales, invocar un aluvión de flechas, un ataque de catapulta, o curarse a sí mismos. En la mayoría de las misiones, los jugadores son acompañados por numerosos esbirros controlados por la IA. Son significativamente más débiles que el personaje del jugador, y no representan una gran amenaza.
Un sistema de combate táctico, conocido como "Art of Battle", se inicia cuando el jugador se encuentra con otros jugadores o con IA similar al jugador en el modo multijugador o IA de salud superior en la campaña. Los jugadores entran en un modo de duelo con ellos en el que los jugadores apuntan a su oponente con su arma. Los jugadores pueden elegir cómo colocar sus armas desde tres direcciones (desde arriba, a la derecha y a la izquierda) cuando están atacando a sus enemigos. Al observar los consejos en pantalla y los movimientos de sus oponentes, que reflejan su posición de ataque respectiva, los jugadores pueden notar la parte más débil de sus enemigos y atacar estas partes. Elegir la posición correcta puede bloquear el ataque de los otros jugadores. Los jugadores también tienen otras habilidades especiales, como atacar a los enemigos con sus propios hombros y realizar golpes hacia atrás. La fuerza de cada ataque también puede ser decidida por los jugadores.

## Recepción
For Honor recibió críticas "en general favorables", de acuerdo a Metacritic recibiendo en PC 76/100, en PS4 78/100 y en XONE 79/100.
De PC Gamer recibió una puntuación de 74/100, y dijo: "Un luchador medieval tenso y táctico que recompensará a cualquiera con la paciencia y la voluntad de dominarlo."
Eurogamer lo recibió con el puesto número 25 en su lista de "Top 50 Juegos de 2017". El juego también ganó el Premio de Elección Popular al "Mejor Juego de Combates" según IGN en su categoría de mejores juegos de 2017.

### Ventas
En Japón, For Honor fue el juego más vendido durante su primera semana a la venta (del 13 de febrero hasta el 19 de febrero de 2017), llegándose a vender hasta 40,062 copias,  de acuerdo a Media Create. En EE.UU, fue el más vendido durante todo el mes de febrero de 2017, de acuerdo a The NPD Group. En RU, fue el juego mejor vendido durante la última semana de febrero de acuerdo a los datos de Chart-Track que excluyó las ventas digitales. Además, el juego estuvo séptimo en el ranking mundial en lo que se refiere a ventas digitales durante todo el mes de febrero según "SuperData Research", vendiendo cerca de 700,000 copias digitales en las tres consolas.

### Premios
| Año  | Premio                                         | Categoría                           | Resultado | Ref           |
| ---- | ---------------------------------------------- | ----------------------------------- | --------- | ------------- |
| 2016 | Gamescom 2016                                  | Mejor Juego de PlayStation 4        | Ganador   | [ 32 ]        |
| 2016 | Gamescom 2016                                  | Mejor juego de Xbox One             | Nominado  | [ 32 ]        |
| 2016 | Gamescom 2016                                  | Mejor Juego de Acción               | Nominado  | [ 32 ]        |
| 2016 | Gamescom 2016                                  | Mejor Juego Multijugador            | Nominado  | [ 32 ]        |
| 2018 | Premio anual edición 21 de los D.I.C.E. Awards | Premio a una Animación Espectacular | Nominado  | [ 33 ] [ 34 ] |
| 2018 | Game Critics Awards 2018                       | Mejor Juego en Desarrollo           | Nominado  | [ 35 ] [ 36 ] |